# 青山・土器山の戦い
青山・土器山の戦い（あおやま・かわらけやまのたたかい）は、永禄12年（1569年）、播磨国で行われた西播磨守護代赤松政秀と姫路城主黒田氏との間に起きた戦いである。

## 開戦前の状況

### 赤松宗家と龍野赤松氏の対立
永禄元年（1558年）、浦上政宗などに擁立された赤松義祐は父赤松晴政から赤松氏の家督と置塩城を政争によって奪い、父晴政を追放したがこの晴政を匿ったのが晴政の娘婿である龍野城主赤松政秀であった。
これ以後、義祐の治める赤松宗家と晴政を擁する龍野赤松氏は対立するが、永禄8年（1565年）に晴政が死亡すると一旦は赤松宗家と龍野赤松氏は和睦する。しかしながら和睦成立後も赤松政秀は独断での利神城攻撃など宗家を意に介さない行動を取り続けた。

### 両赤松家対立の再燃
永禄10年（1567年）8月、赤松政秀に足利義昭からの使者が訪れる。当時、松永久秀などに京を追われていた義昭は全国の諸侯に後援を求める檄を飛ばしており、政秀の元にも要請が来たのである。以後、政秀は義昭と誼を通じる。
翌永禄11年（1568年）に足利義昭は織田信長の支援を背景に上洛を果たし、征夷大将軍となり室町幕府第15代将軍に就任する。政秀は将軍義昭と更に結び付きを深めるべく、自身の娘を義昭付きの侍女として側仕えさせようと京へと向かわせた。
政秀が将軍と懇意になることで播磨の守護職を奪取しようとする事を危惧した義祐は家臣の御着城主小寺政職に命じて上洛途上の政秀の娘を追わせると同時に備前の浦上宗景に龍野攻めを要請し、浦上との挟撃で政秀を討ち果たさんとした。浦上宗景はこれを受けて義祐の要請という大義名分を得ての播磨侵攻を行い、9月には備前・美作から集めた兵を率いて政秀の領地に踏み込んだ。

### 織田家介入
永禄12年（1569年）2月、政秀の娘は無事京に辿り着いたが、浦上の攻勢は止まず、たまりかねた赤松政秀は足利義昭に救援を求め、これを受けた義昭は織田信長に播磨出兵を促した。信長は池田勝正ら摂津国衆を中心とした軍団を派遣し、これに東播磨の別所安治・別所重宗・明石祐行が加わった軍団が播磨の義祐領に攻め込んだ。時を同じくして備前では宇喜多直家が浦上宗景に対して謀反を起こし、これにより浦上軍は備前へと急ぎ兵を返した。
一転して優勢に立った政秀は義祐に従った小寺政職の御着城の支城の一つで黒田職隆・孝高親子の守る姫路城の攻略を目指して兵を動かす。こうして一連の動乱は織田・別所・龍野赤松・宇喜多連合と赤松宗家・浦上・小寺連合の争いの様相を呈する形となった。

## 開戦

### 青山の戦い
永禄12年（1569年）5月、赤松政秀は3,000の兵を率いて出陣する。黒田軍は主君小寺政職が殆どの兵を置塩城に入れて義祐とともに篭ってしまったため、動員できたのは300人程度であった。黒田軍は当時は現在のような大城郭ではなかった姫路城での籠城を諦めて野戦を仕掛けた。
黒田孝高は軍を率いて姫路城の西の青山（現：兵庫県姫路市青山）の地に兵を伏すと、姫路を攻めようとした赤松軍を奇襲して撤退させることに成功した。
なお金子堅太郎著『黒田如水伝』（大正5年）では赤松軍が5月と6月に2度攻めてきたとする。『小寺政職家中記』には8月9日とある。

### 土器山の戦い
同年6月に3,000の兵を率いた赤松政秀は小丸山に布陣し、対する黒田軍は夢前川東岸にある土器山（現・瓦山。一説に現・船越山）に陣を張った。戦闘があったのは裾野の土器坂である。
戦闘は赤松軍の土器山の黒田軍への夜襲に始まった。兵150の孝高は叔父（職隆の実弟）の井手友氏や母里小兵衛などの有力な武将を失い窮地に陥ったが、夜が明けると英賀城主の三木通秋が率いる280の兵が南から赤松軍を攻撃、さらに姫路から職隆が出撃して赤松軍の後背を突いたことで救われた。赤松軍は優勢を保ったまま昼には小丸山の陣に兵を収めた。
黒田軍の被害は甚大であったが、孝高は対陣が長引けば勝ち目はないと判断し攻勢に出る。先の戦いで体の7箇所に怪我を負った幼い頃からの官兵衛の家臣である母里武兵衛（小兵衛の子）は「これ程の傷を負った者に出撃せよとは死ねということか」と反駁したが、孝高は「恐らくはそうなるだろう」とだけ言葉を返したという。
黒田軍は孝高が先鋒、職隆が殿という布陣で同夜に小丸山の赤松軍を強襲した。昼までの戦闘での戦果から黒田軍の反撃を予想していなかった赤松軍はこの夜襲をうけて混乱し敗走した。
敗走した赤松軍のうち衛藤忠家・島津蔵人と4人の弟が笹峠（現・山田峠）で討死した（衛藤家の系図には現地に塚(墓)があると書かれているが現在は確認できない）。
黒田勢は敗走する赤松勢を追撃し、夢前川から龍野城の中間あたりの太子町あたりまで追いかけて数百人を討ち取ったが、黒田勢の損害も死傷者287人という惨憺たる状況であったため、それ以上の追撃も断念。母里武兵衛も重傷の身を押して先頭を切って赤松軍に斬りかかったとされ、奮戦の末に7本の槍に貫かれ壮絶な死を遂げたという（『小寺政職家中記』）。この戦で母里一族は24人もの戦死者を出し、後を継ぐものが居なくなってしまったが、功績のある母里家が絶えるのを惜しんだ孝高は曽我一信と母里氏の女との間の子に母里姓を与え名籍を継がせた。これが母里友信（太兵衛）である。

## 他勢力の戦況

### 浦上と宇喜多
領内から浦上の代官を追い出し敵対姿勢をあらわにした宇喜多直家であったが、浦上軍と単独で戦うことはせず、大友宗麟との戦いで九州戦線に釘付けの毛利の隙をついて香川広景の守る美作の高田城に家臣たちを派兵し、旧領の高田城回復を志す三浦貞広と合力し攻撃させていた。しかしながら備前に浦上という敵がいる中での戦いに宇喜多勢の士気は乏しく、すぐに攻略を諦め撤兵した。また浦上も織田・別所・龍野赤松らの動向を見極めねばならず宇喜多を攻められずにいた。
こうして睨み合いの状況がしばらく続いたが、青山・土器山の戦いでの赤松政秀の敗退と織田・別所軍の撤退（理由は下記参照）を知った浦上宗景は宇喜多に注意を払う一方で、今回の動乱の発端となった赤松政秀を討つべく龍野赤松氏の領土へと攻め込んだ。先の敗戦と織田軍の撤退で勝ち目がないと悟った赤松政秀は永禄12年（1569年）11月には降服し、浦上家は龍野城を手中に収めた。またほぼ時を同じくして宇喜多直家も浦上に降服し反省の意を示したが、宗景はこれを赦している。大友家臣の吉弘鑑理が対陣中の立花山城主乃美宗勝に宛てた手紙によれば尼子勝久と浦上宗景合議の上での決定であったという。

### 赤松と織田・別所
一方で政秀救援の為の池田勝正や別所安治の軍は大塩城・庄山城・高砂城ら義祐領の城を次々と陥落させると、奪った庄山城を本陣として置塩城・御着城を脅かしたが、義祐救援に三好義継配下の篠原長房が参陣するなどの話が挙がり、義祐は籠城を選び持久戦に出る。ここで幸運だったのが三好が健在なことからも分かるように、信長がこの時点では畿内に安定政権を築いていたとは言えない段階だったことで、何らかの事情で兵が必要になった織田軍は同年9月には池田ら摂津衆を畿内に呼び戻し、別所安治らもこれに伴い兵を退いた。
義祐は織田軍が退くとすぐに信長に謝して恭順の意を示すと共に、織田に服した事を行動で表すべく息子の赤松則房を龍野城攻略中の浦上宗景と対峙させた。ただ、浦上は義祐救援の大義名分の元に出兵しているので則房に攻撃は仕掛けず、また則房側としても織田に付いたとはいえ龍野城を救援することに全く利はなく、ただ動静を見守るだけであった。
11月には織田家から池田勝正・和田惟政・伊丹忠親が送られ、龍野城を救援しようとしたが同月に政秀が浦上に屈したため、殆ど何もせずに畿内へと帰還。則房もこれを見届けると置塩城へと帰還した。

## 戦後の情勢
この動乱で龍野赤松氏は浦上宗景に屈し、有利な条件で講和を結んだ浦上宗景が龍野赤松氏の領地の一部を手に入れ、版図を拡大した。また、赤松政秀は元亀元年（1570年）に浦上家に暗殺された。
そして上記のように赤松宗家は既に織田に恭順の意を示していたが、織田軍の強さを知った浦上宗景もまた程なくして織田へと接近し、かねてより毛利家と険悪だったこともあって中国地方の反毛利大名として活発な活動を見せるようになる。